# Robert Walpole
Robert Walpole (Norfolk, 1676. augusztus 26. – London, 1745. március 18.) brit államférfi, Orford első grófja, a Térdszalagrend lovagja, királyi titkos tanácsos, Horace Walpole író édesapja. Az első, akit „Nagy-Britannia miniszterelnökének” szokás nevezni, bár a maga idejében ez a cím hivatalosan még nem létezett. A kabinet feletti befolyása révén azonban egyértelműen ő volt az „első” (Prime) miniszter. Úgy vélte, mindenki megvásárolható, ami a korabeli Angliára meglehetősen jellemző volt, így hatalma idején sorra megvásárolta az embereket.
A whig politikus I. és II. György uralkodása alatt volt kormánytag. Szolgálati idejét általában 1721-től számítják, amikor a Kincstár Első Lordja lett, némelyek azonban 1730-tól datálják, amikor Lord Charles Townshend visszavonulásával a kabinet egyedüli és vitathatatlan vezetője lett. A korabeli, különösen az ellenzéki sajtó rendszerint a hosszabb időtartammal számolt, jóval nagyobb figyelmet szentelve neki, mint Townshendnek. Walpole 1742-es visszavonulásáig vezette a kormányt, ezzel ő a brit történelem leghosszabb ideig hivatalban volt miniszterelnöke.

## Ifjúkora és családja
Robert Walpole 1676-ban született Norfolkban. Apja (szintén whig politikus) Castle Risingot képviselte az Képviselőházban. Anyja Mary Walpole (született Burwell) volt. Robert harmadik gyermekként született családba, tizenhat testvére közül nyolcan érték meg a felnőttkort.
Walpole Etonben, a híres magániskolában tanult 1690-től 1695-ig, majd a cambridge-i King's College-ban érettségizett 1696-ban. 1698-ban, egyetlen, még élő bátyja halála után abbahagyta cambridge-i egyetemi tanulmányait, hogy segítsen apjának a családi birtok irányításában. Miután ő lett a vagyon örököse, feladta korábbi tervét, hogy lelkész legyen.
1700. július 30-án elvette Catherine Shortert (1682–1737), akitől négy fia és két lánya született, sorrendben Robert (1701–1751), Katherine (1703–1722), Horatio (1704–1704), Mary (1705–1732), Horace (1717–1797) és Edward (~1720–ismeretlen).
Első felesége halála után (1738-ban) elvette egyik szeretőjét, Maria Skerritt-et (1702–1738), akivel már 1724 óta együtt élt, és akitől egy törvénytelen lánya is született. Az asszony alig három hónappal később, szülés közben meghalt.

## Politikai karrierje kezdetei
Politikai pályafutása 1701 januárjában kezdődött, amikor az általános választásokon elnyerte Castle Rising képviselőházi képviselői székét (amely apja három hónappal korábbi halálával megüresedett). A következő évben lemondott erről, hogy megszerezze a szomszédos, jóval fontosabb King's Lynn képviselői tisztét. A következő negyven évben valamennyi választáson megerősítették e pozíciójában.
Apjához hasonlóan lelkes tagja volt a whig pártnak, amely akkoriban erősebb volt, mint a másik jelentős politikai erő, a tory párt. 1705-ben Walpole tagja lett a Lordfőadmirális Tanácsának, amely a tengerészeti ügyeket felügyelte. Itt figyeltek fel igazgatási tehetségére, aminek nyomán Lord Sidney Godolphin, a kabinet vezetője 1708-ban hadügyminiszterré léptette elő. 1710-ben egy rövid ideig a haditengerészet kincstárnoka is volt egyben. E hivatalok betöltése során közeli tanácsadója lett John Churchillnek, Marlborough hercegének, aki a spanyol örökösödési háborúban a kontinensen harcoló brit csapatok főparancsnoka volt, és meghatározó szerepet játszott a brit politikai életben. Rövid idő alatt maga Robert Walpole is a kabinet legfontosabb tagjai közé emelkedett.
Személyes befolyása azonban nem volt elegendő ahhoz, hogy meggátolja, hogy a whigek Lord Godolphin vezetésével perbe fogják Henry Sacheverell minisztert, aki whigellenes prédikációkat tartott. A per országszerte rendkívül népszerűtlen volt, és végül Marlborough hercegének bukásához és a whigek vereségéhez vezetett az 1710-es választásokon. A Robert Harley vezette tory kormányban Walpole nem tarthatta meg hadügyminiszteri posztját, de 1711-ig a haditengerészet kincstárnoka maradt. Harley megkísérelte a torykhoz csábítani Walpole-t, de az visszautasította az ajánlatokat, és az ellenzék egyik legszókimondóbb tagja lett. Hatásosan védelmezte Lord Godolphint a toryk támadásai ellen a Képviselőházban és a sajtóban egyaránt.
A toryk, akiket feldühítettek politikai támadásai, megkísérelték hiteltelenné tenni őt és Marlborough-t. Azzal vádolták, hogy a haditengerészet kincstárnokaként korrupcióba keveredett. E vádaknak azonban vajmi kevés alapjuk volt, nem úgy, mint a herceg esetében, akivel kapcsolatban súlyos visszaélésekre (sikkasztásra, korrupcióra) derült fény. Mindazonáltal a túlnyomóan tory többségű Képviselőház perbe fogta és elítélte Walpole-t, akit hat hónapra bebörtönöztek a Towerben, és kizárták a Parlamentből. Mindez azonban visszaütött a torykra, mert a közvélemény szemében Walpole egy jogtalan per áldozataként tűnt fel. Ennek megfelelően választókörzetében újraválasztották 1713-ban. Gyűlölte Robert Harley-t és Henry St Johnt, az ellene irányuló hadjárat kitervelőit.

## A Stanhope/Sunderland-kormány
Anna királynő 1714-ben meghalt, utóda távoli rokona, I. György lett. Ő nem bízott a torykban, mivel úgy hitte, kétségbe vonják trónigénye jogosságát (Az 1701-es Act of Settlement Anna több közelebbi rokonát kizárta az utódlásból a katolikus egyházzal való kapcsolatuk miatt.) Ezért György trónra kerülésével felvirradt a whigek napja is, akik a következő fél évszázad során mindvégig megtartották a hatalmat. Robert Walpole a Titkos tanács tagja és a hadsereg finanszírozásáért felelős miniszter lett. A kormányt névleg Charles Montagu (Lord Halifax) vezette, valójában azonban Lord Townshend (Walpole sógora) és James Stanhope uralta. Walpole-t egy titkos bizottság elnökévé is kinevezték, amelynek feladata a korábbi tory kormány tevékenységének vizsgálata volt. Walpole üldözői most maguk kerültek a politikai indíttatású vádak kereszttüzébe: Lord Oxfordot perbe fogták, Lord Bolingbroke-ot pedig parlamenti határozatban nyilvánították bűnösnek.
Lord Halifax, a kormány névleges feje 1715-ben meghalt. Walpole-t, mint elismerten szorgalmas politikust azonnal előléptették a Kincstár Első Lordjává és pénzügyminiszterré. Tartalékalapot vezetett be az államadósság ellensúlyozására. A kormány gyakran megosztott volt fontos kérdésekben, rendszerint Walpole és Lord Townshend állt az egyik, míg Stanhope és Charles Spencer, Sunderland 3. grófja a másik oldalon. A viták fő tárgy a külpolitika volt, Walpole és Lord Townshend úgy vélte, György király német területei érdekeit a brit érdekek elé helyezte. Stanhope és Sunderland viszont támogatta a királyt. 1716-ban Townshendet elmozdították az északi területek miniszterének fontos pozíciójából, és Írország kormányzójává nevezték ki, ami lefokozást jelentett. Ez azonban nem elégítette ki Stanhope-ot és Sunderlandet, akik elérték, hogy 1717 áprilisában a kormányzóságtól is megfosszák Townshendet. Másnap Walpole kilépett a kabinetből, és csatlakozott Townshendhez az ellenzékben. Az új kormány vezetői Sunderland és Stanhope lettek.
Röviddel ezután heves családi vita osztotta meg a királyi családot: a walesi herceg, a későbbi II. György gyakran látta vendégül Walpole-t és az ellenzék más vezetőit, hogy azok politikai terveket kovácsoljanak a kormány ellen. Walpole közeli barátságba került a herceg feleségével, Karolinával is. 1720-ban megerősítette pozícióját azzal, hogy sikerült kibékítenie a királyt és a herceget.
Walpole továbbra is befolyásos tagja volt a Képviselőháznak, különösen aktívan ellenezte kormány törvényjavaslatát a nemességről, amely korlátozta volna az uralkodó jogát új nemesi címek adományozására. Sikerült elodáznia a törvény elfogadását 1719-ben, majd egy évvel később elérte, hogy a Képviselőház leszavazza azt. A vereség nyomán Lord Stanhope és Lord Sunderland kibékült ellenfeleivel. Walpole visszatért a kormányba, megszerezve a hadsereg finanszírozásáért felelős miniszter tisztét, Townshend pedig a Királyi Titkos Tanács elnöke lett. E lépésével azonban Walpole elvesztette a walesi herceg támogatását, aki még mindig ellenérzésekkel viseltetett apja kormányzásával szemben.

## Út a hatalomba
Röviddel Walpole-nak a kormányba való visszatérése után egy spekulációs hullám gazdasági válságba sodorta az országot. A kormány terve alapján a Déltengeri Társaság (amelynek kizárólagos joga volt a Dél-Amerikával való kereskedelemre) kamatozó államkötvények formájában felvásárolta az államadósságot. Általános vélekedés szerint a Társaság óriási profitra számíthatott textíliák, mezőgazdasági termékek és rabszolgák kereskedelme révén. Sokan, köztük maga Walpole is, őrült tempóban vásárolták a Társaság részvényeit. 1720 második felében azonban a cég az összeomlás jeleit kezdte mutatni, tőzsdei árfolyama a mélybe zuhant. Walpole ugyan megmenekült a csődtől, mivel bankára időben figyelmeztette, hogy adja el részvényeit, de sokan nem voltak ilyen szerencsések.
1721-ben bizottság vizsgálta ki a történteket, amely megállapította, hogy a kormány sok tagja korrupcióba keveredett. Érintett volt többek között John Aislabie pénzügyminiszter, id. James Craggs főpostamester, ifj. James Craggs, a déli területek minisztere, valamint a kormány két vezetője, Lord Stanhope és Lord Sunderland is. A két Craggs kegyvesztetten halt meg (a fiánál jóval érintettebb apa esetében felmerült az öngyilkosság gyanúja), a többieket parlamenti vizsgálat elé állították. Aislabie-t bebörtönözték, Stanhope és Sunderland viszont Walpole személyes befolyása révén megmenekült ettől. Walpole az ők és mások mentegetésében játszott szerepe miatt a „Főlepelmester” gúnynevet kapta.
Sunderland lemondása és Stanhope halála után, 1721-ben Walpole lett a kormányzat legfontosabb tagja. 1721 áprilisában kinevezték a Kincstár Első Lordjává, pénzügyminiszterré és a Képviselőház vezetőjévé. Walpole de facto „miniszterelnökségét” gyakran innen számítják. Valójában azonban megosztotta hatalmát sógorával, Lord Townshenddel, aki az északi területek minisztere és a külügyek irányítója volt. Kettejüknek pedig meg kellett küzdeni Lord John Carteret-vel, a déli területek miniszterével.

## Kormányzása I. György alatt
Walpole irányításával a Parlament megpróbált úrrá lenni a pénzügyi válságon. A Déltengeri Társaság vezetőinek birtokait elkobozták, hogy azok árából enyhítsék a befektetők kárát, a Társaság készleteit pedig felosztották a Bank of England és a Kelet-indiai Társaság között. A válság nagyban rontotta a király és a whig párt hitelét, de Walpole hatásos szónoklatokkal védelmezte mindkettőt a Képviselőházban.
Walpole első miniszterelnöki évében lelepleződött egy jakobita összeesküvés, amelyet Francis Atterbury rochesteri püspök szervezett. A terv lelepleződésével végleg szertefoszlottak a jakobiták reményei, akiknek korábbi felkelési kísérletei (1715-ben és 1719-ben) is kudarcba fulladtak. A tory párt egyik vezetője, Lord Bolingbroke Franciaországba menekült, azonban 1723-ban visszatérhetett.
I. György uralkodásának hátralevő részében Walpole pozíciója folyamatosan erősödött, ahogy a király hatalma, befolyása csökkent a miniszterelnökével és kormányéval szemben. 1724-ben Walpole és Townshend fő kabinetbeli riválisát, Lord Carteret-t menesztették a déli területek minisztériuma éléről, és Írország kormányzójává nevezték ki. Ezzel Walpole és Townshend vitathatatlanul a kabinet legerősebb tagjaivá váltak. Kormányzásuk alatt Nagy-Britannia békében élt (a Franciaországgal és Poroszországgal 1725-ben kötött egyezmény révén). A jakobita fenyegetés megszűntével, és mivel sem háború, sem gazdasági válság nem sújtotta az országot, Nagy-Britannia jelentős fejlődésen ment át, Walpole pedig elnyerte a király jóindulatát. I. György 1725-ben a Bath rend tagja, majd 1726-ban a Térdszalagrend Lovagja címet adományozta neki, fiának pedig bárói címet adott.

## Kormányzása II. György alatt
I. György halála (1727) után, fia trónra lépésével Walpole pozíciója veszélybe került. Néhány napig úgy látszott, az új király elbocsátja a miniszterelnököt, azonban Györgyöt felesége, Karolina királyné meggyőzte ennek ellenkezőjéről. Bár a király nem szívelhette Townshendet, őt is meghagyta hivatalában. Az ezt követő évek során Walpole továbbra is megosztotta a hatalmat sógorával, ám egyre egyértelműbbé vált domináns pozíciója vele szemben. Kettejük ellentéte a külügyek, különösen a Poroszországgal kapcsolatos politika terén csúcsosodott ki, ami végül 1730. május 15-én Townshend lemondásához vezetett. Ez a másik időpont, amitől Walpole nem hivatalos miniszterelnökségét számítani szokás.
A következő években Walpole hatalma csúcsára ért. A királyné, majd a király támogatását is maga mögött tudva döntött pozíciók és kitüntetések adományozásáról, kijelölte a kabinet tagjait, akikre képes volt rákényszeríteni akaratát, hogy, amennyiben szükségét érezte, egyhangúlag döntsenek. A kormányzat egyetlen korábbi vezetőjének sem volt hasonló befolyása, ezért szokták Walpole-t joggal az első miniszterelnöknek nevezni.
Walpole, megosztó személyiség lévén, számos ellenséget szerzett, akik közül a legjelentősebbek Lord Bolingbroke (aki már Anna királynő idejében is politikai ellenfele volt) és William Pulteney (egy tehetséges whig politikus, aki elutasításként élte meg, hogy Walpole nem vette be a kormányba) voltak. Bolingbroke és Pulteney lapjukban, a The Craftsmanben (Az iparos) folyamatosan hevesen támadták Walpole politikáját. A miniszterelnököt gyakorta parodizálták, gyakran hasonlították a hírhedt bűnözőhöz, Jonathan Wildhoz, így például John Gay Koldusopera című művében. Walpole további ellenfelei között említhető Jonathan Swift, Alexander Pope, Henry Fielding és Samuel Johnson.
Mindezek ellenére Walpole élvezte a nép és a Képviselőház támogatását, mivel az, hogy kerülte a háborút, lehetővé tette, hogy alacsony adókat vessen ki. Befolyását érvényesítve megakadályozta, hogy II. György 1733-ban belépjen a lengyel örökösödési háborúba. Ugyanabban az évben azonban az általa javasolt új adórendszer miatt hatalma veszélybe került. Az ország bevételei a csempészet miatt jelentősen megcsappantak, emiatt Walpole a borra és dohányra kivetett vámokat jövedéki adóval tervezte felváltani, ezt pedig nem a kikötőkben, hanem a raktárakban behajtani. A javaslat azonban rendkívül népszerűtlen volt, kiváltotta a kereskedők ellenállását. Walpole beleegyezett, hogy még a parlamenti szavazás előtt visszavonja a javaslatot, ám elbocsátotta azokat a politikusokat, akik leginkább ellenezték azt. Ezzel azonban jelentősen meggyengült támogatása a Képviselőházban, mivel a whig párt egy része ellenzékbe vonult.
Az 1734-es választások után Walpole hívei ugyan továbbra is többséget alkottak a Képviselőházban, ez azonban kisebb volt, mint korábban. A Parlament feletti irányítást megtartotta ugyan, népszerűsége azonban csökkenni kezdett. 1736-ban a gin adójának felemelése zavargásokhoz vezetett Londonban. Edinburgh-ben ezeknél is súlyosabb lázadáshoz vezetett, amikor a király megkegyelmezett John Porteousnak, a városi őrség kapitányának, aki a (csempészek felakasztása miatt) tiltakozó tömegbe lövetett. Bár az események rombolták Walpole népszerűségét, parlamenti többségét nem veszélyeztették. Azt, hogy továbbra is uralja a Képviselőházat, jól mutatta az, hogy könnyedén megakadályozta Sir John Barnard tervét az államkötvényekre fizetett kamat csökkentésére. Walpole képes volt rávenni a Parlamentet a Licensing Act (Engedélytörvény) kibocsátására, amely a londoni színházak működését szabályozta. A törvény részben Swift, Pope, Fielding és más, műveikben Walpole-t támadó szerzők ellen irányult.

## Hanyatlás
1737-ben meghalt Karolina királyné, Walpole közeli barátja. Bár ezzel a miniszterelnök nem veszítette el befolyását a királynál, aki az idők során lojálissá vált hozzá, Walpole kormánybeli dominanciája tovább csökkent. Ellenfelei határozott vezetőre tettek szert a trónörökös, Frigyes walesi herceg személyében, aki rendkívül rossz viszonyban volt apjával. Több fiatal politikus, így például az idősebb William Pitt vagy George Grenville (mindketten későbbi miniszterelnökök), megalakították a „Hazafias fiúk” csoportját, és a herceg vezetésével ellenzékbe vonultak.
Walpole bukását végül az okozta, hogy erőfeszítései nem bizonyultak elegendőnek, hogy az ország ne keveredjen háborúba. Az 1729-ben megkötött sevillai egyezményben Nagy-Britannia vállalta, hogy nem kereskedik az észak-amerikai spanyol gyarmatokkal, és hogy a megállapodás betartásának ellenőrzése érdekében spanyol katonák léphessenek a brit hajók fedélzetére. Ugyanakkor a karibi szigetek státusa vitatott volt. Walpole megkísérelte megelőzni a háborút, ám a király, a Képviselőház és kormánya egy része is ellene fordult. 1739-ben Walpole végül feladta az ellenállást, és hadat üzent, amivel kezdetét vette az úgynevezett „Jenkins füle” háború (amely nevét egy angol tengerészről kapta, akit állítása szerint egy spanyol katona sebesített meg egy hajó átvizsgálása alkalmával).
Walpole befolyása ezt követően is gyorsan hanyatlott. Az 1741-es választásokon hívei ugyan sok szavazatot szereztek a nagy lélekszámú választókerületekben, ám a rendkívül kis lélekszámú, úgynevezett „rohadt” vagy „zsebkerületekben”, ahol megvesztegetéssel könnyen befolyásolni lehetett az eredményt, sok helyet veszítettek. Bár a kormány támogatói nyertek helyeket Angliában és Walesben, azonban sok képviselőjük vereséget szenvedett Cornwallban (a walesi herceg egyben Cornwall hercege is volt) és Skóciában, ahol John Campbellnek, Argyll hercegének akarata érvényesült számos körzetben. Walpole többségét nehéz volt pontosan felmérni, mert sok új képviselő lojalitása kérdéses volt; a kortársak és a történészek mindössze 14–18-ra becsülték a kormánytöbbséget (ekkoriban 558 képviselő volt az alsóházban).
Az új Parlamentben sokan úgy vélték, az öregedő miniszterelnök már nem alkalmas a háború vezetésére. Ezenkívül a többsége sem volt már olyan szilárd, mint korábban. 1742-ben, amikor a Képviselőház egy állítólag manipulált időközi választás vizsgálatára készült, Walpole és mások megegyeztek, hogy bizalmatlansági szavazásnak tekintik a kérdésről szóló voksolást. Walpole vereséget szenvedett, és visszavonult a kormányzástól. A király 1742 február 6-án az Orford grófja címet adományozta neki, és ezzel a Lordok háza tagjává emelte. Öt nappal később visszaadta hivatala pecsétjeit.

## Utolsó évei
Walpole-t Spencer Compton (Lord Wilmington) követte a miniszterelnöki székben, a kormány valódi vezetője azonban Lord John Carteret volt. Walpole kormányzásának vizsgálatára bizottság alakult, amely azonban nem lelte nyomát bűncselekményeknek, korrupciónak. Bár kormánytagságát elvesztette, Walpole befolyása az udvarnál megmaradt, és a királynak adott tanácsai miatt gyakran nevezték a „függöny mögötti miniszternek”. 1744-ben elérte Carteret menesztését és Henry Pelham kinevezését.
Robert Walpole 1745-ben, 68 évesen hunyt el Londonban. Otthonában, Houghtonban temették el.

## Öröksége
Walpole rendkívüli befolyással volt a korabeli politikára. A toryk apró, jelentéktelen frakcióvá zsugorodtak, a whig párt lényegében ellenzék nélkül kormányzott. Az íratlan alkotmány fejlődésére gyakorolt hatása csekélyebb volt, még ha őt tekintik is Nagy-Britannia első miniszterelnöknek. Jobbára a király, és nem a Képviselőház támogatására támaszkodott. Hatalma személyes befolyásából, és nem hivatalából származott. Közvetlen követőinek többsége hozzá képest rendkívül gyenge volt, évtizedekig tartott, míg az első miniszterség az ország legerősebb és legfontosabb tisztségévé fejlődött.
Walpole stratégiája, hogy a Nagy-Britannia békében éljen az európai hatalmakkal, nagyban hozzájárult országa fejlődéséhez. Sikerült megszilárdítania a Hannover-ház uralmát, és eredményesen küzdött a jakobitizmus ellen. Röviddel halála után, az 1745-ös felkelés bukásával a jakobita fenyegetés végleg megszűnt.
Szintén Walpole nevéhez fűződik a brit miniszterelnökök Downing Street 10 alatti rezidenciája. II. György 1732-ben személyes ajándékként ajánlotta fel neki, ő azonban csak mint a Kincstár Első Lordja hivatalos rezidenciáját volt hajlandó elfogadni, majd beköltözni oda 1735. szeptember 22-én. Közvetlen utódai nem mindig laktak ott, többre tartva saját, nagyobb otthonaikat, végül azonban a ház a miniszterelnökök hivatalos lakhelyévé vált (mivel a miniszterelnökök szinte kivétel nélkül viselték és viselik a Kincstár Első Lordja címet is).
Walpole híres műgyűjteményt hagyott maga után. Ezt unokája 1779-ben eladta II. Katalin orosz cárnőnek. Ma az Ermitázs gyűjteményének részét képezi.
Ő a névadója a massachusetts-i Walpole városának, amelyet 1724-ben alapítottak.

## Fordítás
- Ez a szócikk részben vagy egészben  a   Robert Walpole című angol Wikipédia-szócikk ezen változatának fordításán alapul.  Az eredeti cikk szerkesztőit annak laptörténete sorolja fel. Ez a jelzés csupán a megfogalmazás eredetét és a szerzői jogokat jelzi, nem szolgál a cikkben szereplő információk forrásmegjelöléseként.

| Elődje: – | Az Egyesült Királyság miniszterelnöke 1721 / 1730 – 1742 | Utódja: Spencer Compton |